# 張文順
張文順（1938年10月17日—2009年2月16日），北京人，相聲演員，德云社創始人之一。

## 生平
张文顺是北京市曲艺团第一科学员，师承佟大方先生。复跟随架冬瓜先生学习滑稽大鼓。退休后与郭德纲搭档表演传统相声，并和郭德纲、李菁一起发起创建了北京德云相声艺术研习社，后更名为北京德云社。德云社早期的很多相声作品都得益于他的挖掘和整理。
2009年2月16日5时25分，张文顺因患食道癌医治无效在北京市中医医院去世，享年71嵗。

## 作品
- 《论五十年相声之现状》
- 《赌论》
- 《大娶亲》
- 《大西厢》
- 《跳大神》
- 《叹人生》
- 《师傅经》
- 《八大改行》
- 《教书匠》
- 《揭瓦》
- 《栓娃娃》
- 《富贵图》
- 《饭店题词》
- 《寿比南山》
- 《玉堂春》

## 评价
郭德纲：“张先生是德云社的创始人，没有他就不会有德云社。那时候如果不是张先生的帮忙，我会非常非常难……十多年来，老先生不遗余力地为德云社，他是一个最聪明的人。”
张文顺的义子高峰：“他是一个平和谦恭的人，也是一个聪明的人，没有任何的老人架子，和德云社所有人关系都不错，这就是为什么他的去世会让全社的人动容。”

## 外部連結
- 著名相声大师张文顺 （页面存档备份，存于）
- 德云老将--张文顺纪念馆 （页面存档备份，存于）

| 从师(相声门)     | 辈分(相声门)     | 收徒(相声门)           |
| 佟大方           | 文               | 张德武、徐德亮、邓德勇 |
| 从师(滑稽大鼓门) | 辈分(滑稽大鼓门) | 收徒(滑稽大鼓门)       |
| 叶德霖           |                  |                        |
| 从师(单弦门)     | 辈分(单弦门)     | 收徒(单弦门)           |
| 曹宝禄、谭凤元   |                  |                        |